# Federhelmturako
Der Federhelmturako oder kurz  Helmturako (Tauraco corythaix), gelegentlich auch Knysnaturako oder Weißkammturako genannt, ist ein 45 Zentimeter großer Vertreter aus der Familie der Turakos.

## Aussehen

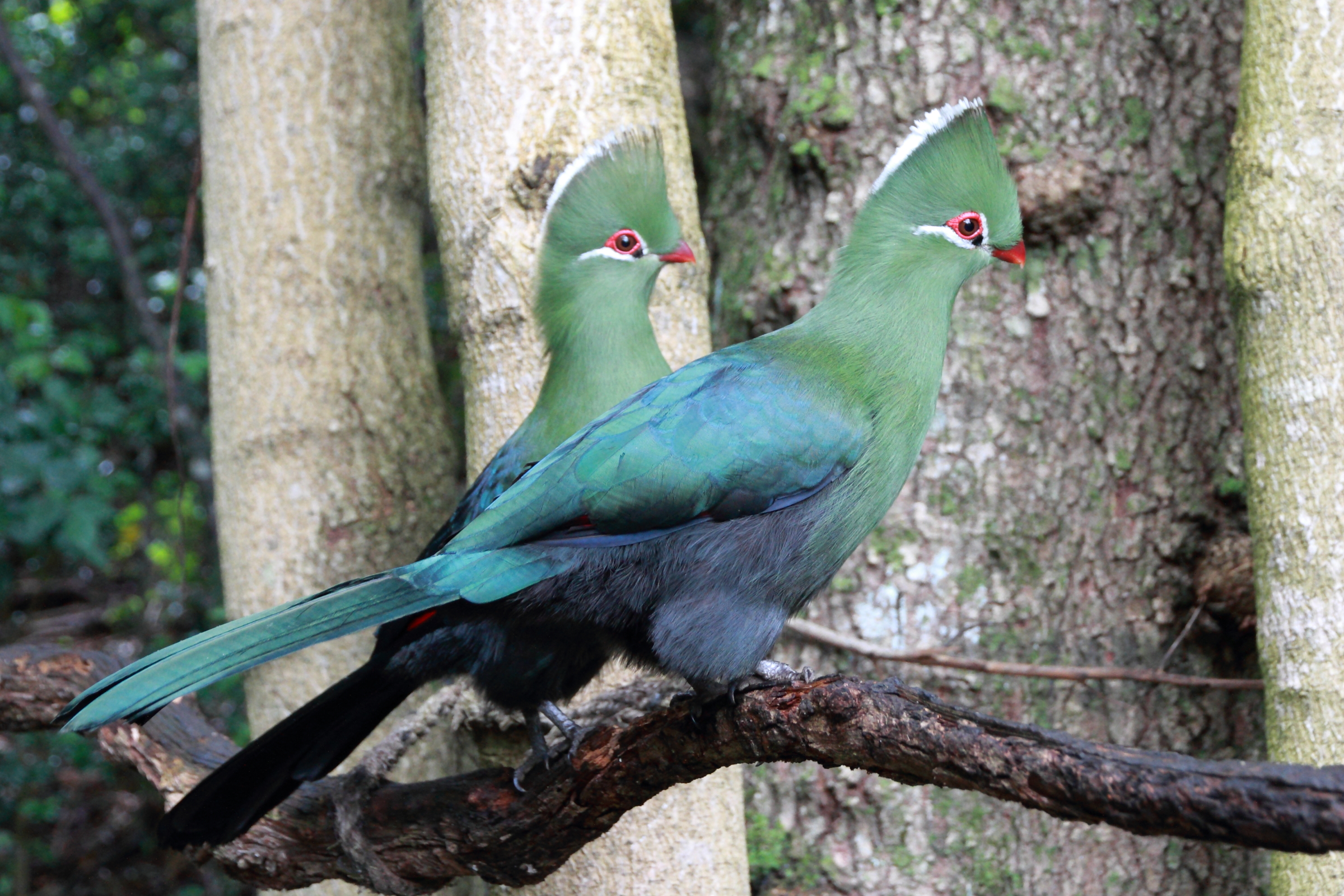
Männchen und Weibchen des Federhelmturako

Diese Vogelart hat ein größtenteils grünes Federkleid. Der Kopf und die oben aufsitzende Federhaube, der Hals, die Brust und der Bauch sind hellgrün gefärbt. Der obere Teil der Flügel ist ebenfalls hellgrün oder etwas dunkler gefärbt. Die äußeren Flügelteile sind blau bis fast schwarz. Der Rücken und der lange Schwanz sind blauschwarz. Die Füße sind grau. Der Bereich um die Augen ist rot nach unten hin durch einen dünnen weißen Streifen gegrenzt, dazwischen liegt ein kleiner schwarzer Bereich, der in Richtung Schnabel zu weiß wechselt. Männchen und Weibchen sind gleich groß und unterscheiden sich im Federkleid optisch nicht voneinander.

## Verbreitung

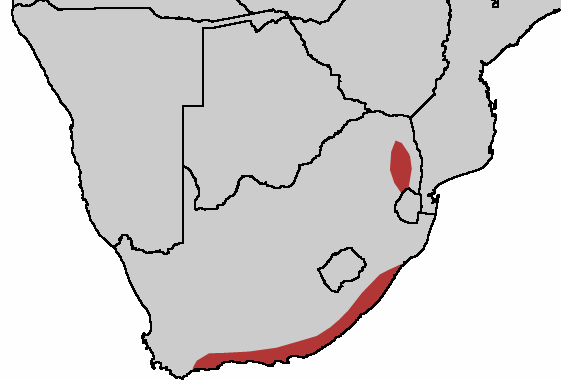
Verbreitungskarte des Federhelmturakos

Diese Art kommt in Südafrika, dort an der Südküste und einem kleinen Teil im Nordosten vor. Der Federhelmturako bewohnt die dortigen Wälder.

## Lebensweise
Außerhalb der Fortpflanzungsperiode lebt der Federhelmturako in Schwärmen von meist 20–30 Exemplaren, die bis zu 100 Exemplare fassen können, zusammen. Sie bewegen sich hüpfend von Ast zu Ast fort und halten mit ihrem nur halboffenen Flügeln dabei ihr Gleichgewicht. Der Federhelm-Turako ernährt sich von reifen Früchten, Insekten und deren Larven. Bei Gefahr ziehen sie sich auf hohe Bäume zurück und nutzten ihre sehr laute, schrille Stimme, um z. B. Artgenossen drauf aufmerksam zu machen.

## Fortpflanzung

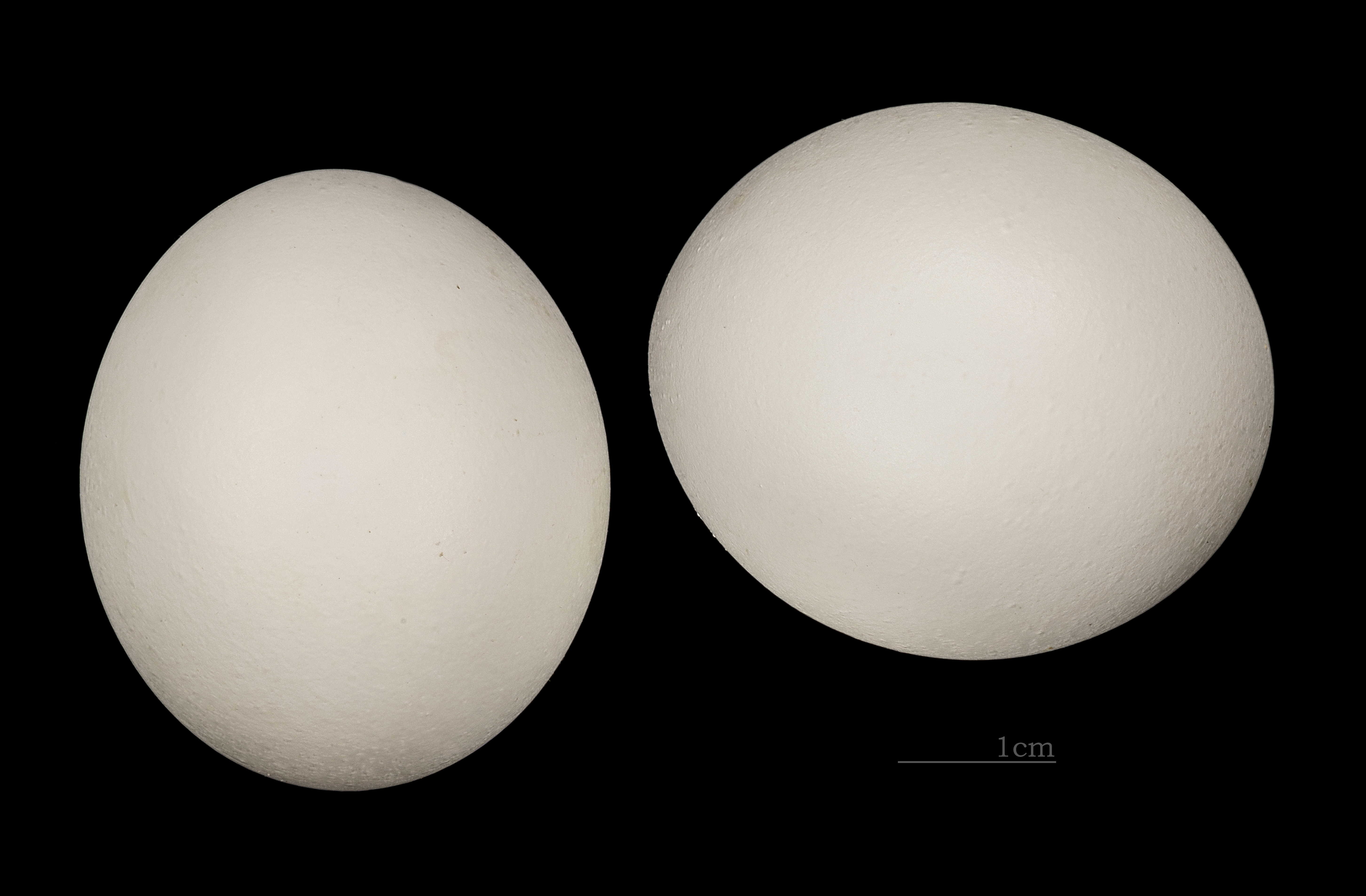
Eier des Federhelmturakos

Zu Fortpflanzung finden sich die Vögel als Paar zueinander. Der Federhelmturako baut ein großes Nest aus Zweigen, das manchmal wegen Stabilitätsproblemen abstürzt, daraufhin muss er sich ein neues Nest anlegen. Das Nest befindet sich in den Kronen hoher Bäumen meist nicht über 5 Meter von Erdboden entfernt. Das Weibchen legt 2–3 weiße oder lichtgrüne Eier. Das Brutgeschäft übernehmen beide Partner gemeinsam. Nach 3 Wochen Brutzeit schlüpfen die Jungen. Die Altvögel versorgen die Jungen 10 Tage im Nest mit vorverdautem Futter, danach verlassen die Jungen das Nest und klettern in den Ästen der Bäume umher. Sie werden von den Elterntieren weiterhin mit Nahrung versorgt. Im Alter von 6 Wochen werden die Jungen flügge. Danach schließen sie sich wieder den Schwärmen an.

## Gefährdung und Schutzmaßnahmen
Aufgrund ihrer weiten Verbreitung und weil für diese Art keine Gefährdungen bekannt sind, stuft die IUCN diese Art als ungefährdet (Least Concern) ein.